# Вертіков Дмитро Андрійович
Дмитро Андрійович Вертіков (нар. 7 листопада 1917, Кадіївка — 2002, місто Київ) — український радянський діяч. Начальник Центрального статистичного управління при Раді Міністрів УРСР (1972—1977). Депутат Верховної Ради УРСР 9-го скликання (1975—1980)

## Біографія
Народився 7 листопада 1917 році в селищі Кадіївка Слов'яносербського повіту Катеринославської губернії (тепер місто Кадіївка Луганської області). 
У 1939 році закінчив Саратовський плановий інститут Держплану РРФСР.
Трудову діяльність розпочав у 1939 році на Далекому Сході старшим економістом Крайової планової комісії міста Хабаровська.
Був мобілізований до лав Червоної Армії на території Амурської області, де проходив службу до 1946 року. Після демобілізації повернувся в Україну.
Член ВКП(б) з 1944 року.
У 1946—1951 роках — начальник планово-виробничого відділу тресту «Первомайськвугілля»; заступник голови виконавчого комітету Покровської районної ради депутатів трудящих; голова виконавчого комітету Краснолуцької міської ради депутатів трудящих Ворошиловградської області.
У 1949 році закінчив Республіканську партійну школу при ЦК КП(б)У.
У 1951—1959 роках — заступник голови Ворошиловградської обласної планової комісії; голова виконавчого комітету Нижньодуванської районної ради депутатів трудящих Ворошиловградської області.
У 1959—1960 роках — інструктор Луганського обласного комітету КПУ.
У квітні 1960 — травні 1972 р. — начальник статистичного управління Луганської області.
26 травня 1972 — 13 липня 1977 р. — начальник Центрального статистичного управління при Раді Міністрів УРСР.
З 1977 року — на пенсії.
Неодноразово брав участь як представник Української РСР у пленарних сесіях Конференції Європейських статистиків ЄЕК ООН.
Депутат Верховної Ради УРСР 9-го скликання (1975—1980) від Рубіжанського виборчого округу № 76 Ворошиловградської області.

## Нагороди
- два ордени Трудового Червоного Прапора (1958, 1971),
- Орден «Знак Пошани» (1966)
- нагороджений десятьма медалями.